# Giáo hội
Giáo hội là cụm từ Hán-Việt trong tiếng Việt để chỉ về (một, một số hoặc tất cả) tổ chức của những tập hợp, cộng đoàn người có cùng niềm tin tôn giáo căn bản giống nhau ("giáo" là tôn giáo, "hội" là hội đoàn, hội nhóm) và cũng thường gọi là Hội thánh. Thông thường, một giáo hội sẽ có tổ chức hoặc cơ quan quản trị của giáo hội đó. Tổ chức quản trị của giáo hội có thể xem là phương thức tổ chức bộ máy của một tôn giáo, có chức sắc và giáo lý được công nhận, nhưng thông thường được áp dụng cho Kitô giáo, Phật giáo. Trong Kitô giáo (Cơ đốc giáo) bao gồm Công giáo Rôma, Chính Thống giáo Đông phương và các hệ phái Tin Lành ở Việt Nam, chữ "Giáo hội" còn đồng nhất với chữ "Hội Thánh" (tương đương với chữ "Church" viết hoa trong tiếng Anh), trong khi Phật giáo sử dụng chữ "Sangha" (Hán Việt: "Tăng đoàn") để dịch chữ "Giáo hội".

## Kitô giáo
Đối với Kitô giáo, chữ giáo hội (Latinh: Ecclesia, tiếng Anh: Church) có nguồn gốc từ chữ κκλησία (Ekkkèsia) trong tiếng Hy Lạp có nghĩa là "triệu tập", và được dùng để chỉ những cuộc tụ họp dân chúng thường có tính cách tôn giáo. Thật ra, các văn bản Cựu Ước cũng đã dùng chữ này để chỉ cuộc triệu tập dân tộc Israel để nghe lệnh truyền của Thiên Chúa. Sau này, các giáo hội thuộc Kitô giáo muốn nhấn mạnh họ là cộng đoàn tín hữu thánh thiện do Thiên Chúa tuyển chọn thì xưng thêm thuật ngữ là Hội Thánh (Latinh: Ecclesia Sancta, tiếng Anh: Holy Church). Ví dụ: Hội Thánh Công giáo, Hội Thánh Tin Lành...
Thông thường, chữ Giáo hội dùng để chỉ tư cách pháp nhân về tổ chức, không dừng lại ở mối quan hệ trong đạo mà còn là mối quan hệ xã hội; còn chữ Hội Thánh dùng để chỉ đặc tính thiêng liêng, một tập hợp rộng rãi cả chức sắc và tín đồ có mối quan hệ trong tôn giáo, và chỉ mang tính chất tôn giáo thuần túy. Trên thực tế, trong Kitô giáo thì hai khái niệm này rất gần nhau, thậm chí đôi khi được hiểu là một và sử dụng như nhau.

## Phật giáo
Ở Việt Nam, các cộng đồng Phật giáo cũng dùng chữ giáo hội để chỉ tổ chức của mình, ví dụ Giáo hội Phật giáo Việt Nam, Giáo hội Phật giáo Việt Nam Thống nhất... nhưng chữ giáo hội của Phật giáo không giống nghĩa của Kitô giáo. Do đó, Giáo hội trong Phật giáo không tham chiếu đến chữ Church trong tiếng Anh.

## Ở Việt Nam
Có thể định nghĩa về tổ chức quản trị của giáo hội như sau: Tổ chức quản trị của Giáo hội là cơ cấu tổ chức, bộ máy hành chính của tôn giáo và cũng là cơ quan quyền lực của tôn giáo, trong đó tập trung ở một số người. Tổ chức/cơ quan quản trị của Giáo hội là tổ chức có tư cách pháp nhân, không chỉ quan hệ trong đạo mà còn là mối quan hệ xã hội. Hội thánh là nói về phần thiêng liêng, một tập hợp rộng rãi cả chức sắc và tín đồ có mối quan hệ trong đạo, mang tính chất tôn giáo thuần túy. Trên thực tế hai khái niệm này rất gần nhau, thậm chí ở một số tôn giáo, đôi khi được hiểu là một và sử dụng như nhau.
Theo định nghĩa của Nhà nước Việt Nam, tư cách pháp nhân tổ chức tôn giáo khác với tư cách pháp nhân của tôn giáo. Theo quyền tự do tín ngưỡng, các tôn giáo hoạt động trên lãnh thổ Việt Nam, phù hợp với luật pháp Việt Nam, mặc nhiên được thừa nhận tư cách pháp nhân. Tuy nhiên, một tổ chức tôn giáo được công nhận tư cách pháp nhân mới được hoạt động hợp pháp về mặt tổ chức như: duy trì quan hệ trên dưới về mặt tổ chức, có quyền sử dụng tài chính, tài sản theo quy định của pháp luật, tổ chức đại hội, hội nghị, mở trường đào tạo chức sắc, phong chức, điều chuyển chức sắc, in ấn xuất bản kinh sách, xây dựng nơi thờ tự...; duy trì các mối quan hệ dân sự với các tổ chức quan hệ với các tổ chức tôn giáo khác trong và ngoài nước, và tổ chức xã hội khác; chịu trách nhiệm trước pháp luật về các hoạt động của tổ chức tôn giáo mình.

## Nhầm lẫn khi dịch tiếng Việt
Nhiều người vẫn còn nhầm lẫn khi dịch sang tiếng Việt. Thực tế, những ngôn ngữ phương Tây tại các quốc gia truyền thống Kitô giáo đều viết chung một mặt chữ có gốc từ "Ecclesia", nhưng khi viết hoa và viết thường thì mang nghĩa khác nhau. Đơn cử, trong tiếng Anh, chữ "Church" viết hoa thì có nghĩa là "Giáo hội" tức là một cộng đoàn tín hữu (mang tính tổ chức) còn khi "church" viết thường thì có nghĩa là ngôi "nhà thờ" hoặc ngôi "thánh đường" (thực thể kiến trúc). Vì vậy, cần phải để ý về hình thức viết hoặc văn cảnh mới hiểu được chính xác ý nghĩa. Ví dụ, "Catholic Church" nghĩa là "Giáo hội Công giáo" chứ không phải "nhà thờ Công giáo"; nhưng "a church" nghĩa là "một ngôi nhà thờ" chứ không phải "một giáo hội". 